# 엘지 로이 초등학교
엘지 로이 초등학교(Elsie Roy Elementary School)는 캐나다 브리티시 컬럼비아 주 밴쿠버에 있는 국립 초등학교이다.

## 개교
이 학교는 1975년에 첫 개교되었다.

## 트리비아
캐나다의 래퍼 데이지 유 (유정안)가 2010년에 이 학교를 수료한 바 있다.